# Кангэн
Кангэн (яп. 寛元 кангэн) — девиз правления (нэнго) японского императора Го-Сага, использовавшийся с 1243 по 1247 год .

## Продолжительность
Начало и конец эры:
- 26-й день 2-й луны 4-го года Ниндзи (по юлианскому календарю — 18 марта 1243);
- 28-й день 2-й луны 5-го года Кангэн (по юлианскому календарю — 5 апреля 1247).

## Происхождение
Название нэнго было заимствовано из классического древнекитайского сочинения Книга Сун:「舜禹之際、五教在寛、元元以平」.

## События
даты по юлианскому календарю
- 1244 год (2-й год Кангэн) — весной этого года в небе над Камакурой наблюдался целый ряд необычных явлений, глубоко обеспокоивших сёгуна Кудзё Ёрицунэ[5];
- 1244 год (4-я луна 2-го года Кангэн) — сын Ёрицунэ прошёл церемонию совершеннолетия в возрасте 6 лет. В той же луне Ёрицунэ спросил у императора Го-Сага разрешение снять с себя полномочия сёгуна в пользу своего сына[5][6];
- 11 сентября 1245 года (7-я луна 3-го года Кангэн) — Кудзё Ёрицунэ обрил голову и стал буддийским монахом[5];
- 1246 (4-й год Кангэн) — сиккэн Ходзё Цунэтоки заболел и, передав звание по наследству своему младшему брату Токиёри, вслед за тем скончался[6];
- 1246 (4-й год Кангэн) — монах Нитирэн покидает храм Энряку-дзи для дальнейшего обучения в ближайших провинциях. Изучает доктрины школ Сото и Риндзай у Догэна и Эняосё в Киото[7];
- 1246 год (7-я луна 4-го года Кангэн) — новый сёгун, 7-летний Кудзё Ёрицугу, женился на 16-летней сестре Ходзё Цунэтоки[5];
- 1246 (4-й год Кангэн) — император Го-Сага отрекся от престола; трон унаследовал его 4-летний сын, который через некоторое время взошёл на престол как император Го-Фукафуса[8].

## Сравнительная таблица
Ниже представлена таблица соответствия японского традиционного и европейского летосчисления. В скобках к номеру года японской эры указано название соответствующего года из 60-летнего цикла китайской системы гань-чжи. Японские месяцы традиционно названы лунами.
| 1-й год Кангэн (Водяной Кролик)    | 1-я луна        | 2-я луна*  | 3-я луна  | 4-я луна* | 5-я луна               | 6-я луна  | 7-я луна* | 7-я луна* (високосная) | 8-я луна    | 9-я луна   | 10-я луна* | 11-я луна  | 12-я луна*     |
| ---------------------------------- | --------------- | ---------- | --------- | --------- | ---------------------- | --------- | --------- | ---------------------- | ----------- | ---------- | ---------- | ---------- | -------------- |
| Юлианский календарь                | 22 января 1243  | 21 февраля | 22 марта  | 21 апреля | 20 мая                 | 19 июня   | 19 июля   | 17 августа             | 15 сентября | 15 октября | 14 ноября  | 13 декабря | 12 января 1244 |
| 2-й год Кангэн (Деревянный Дракон) | 1-я луна        | 2-я луна*  | 3-я луна  | 4-я луна* | 5-я луна               | 6-я луна* | 7-я луна  | 8-я луна               | 9-я луна*   | 10-я луна  | 11-я луна* | 12-я луна  |                |
| Юлианский календарь                | 10 февраля 1244 | 11 марта   | 9 апреля  | 9 мая     | 7 июня                 | 7 июля    | 5 августа | 4 сентября             | 4 октября   | 2 ноября   | 2 декабря  | 31 декабря |                |
| 3-й год Кангэн (Деревянная Змея)   | 1-я луна*       | 2-я луна   | 3-я луна* | 4-я луна* | 5-я луна               | 6-я луна* | 7-я луна  | 8-я луна               | 9-я луна*   | 10-я луна  | 11-я луна  | 12-я луна* |                |
| Юлианский календарь                | 30 января 1245  | 28 февраля | 30 марта  | 28 апреля | 27 мая                 | 26 июня   | 25 июля   | 24 августа             | 23 сентября | 22 октября | 21 ноября  | 21 декабря |                |
| 4-й год Кангэн (Огненная Лошадь)   | 1-я луна        | 2-я луна*  | 3-я луна  | 4-я луна* | 4-я луна* (високосная) | 5-я луна  | 6-я луна* | 7-я луна               | 8-я луна*   | 9-я луна   | 10-я луна  | 11-я луна  | 12-я луна*     |
| Юлианский календарь                | 19 января 1246  | 18 февраля | 19 марта  | 18 апреля | 17 мая                 | 15 июня   | 15 июля   | 13 августа             | 12 сентября | 11 октября | 10 ноября  | 10 декабря | 9 января 1247  |
| 5-й год Кангэн (Огненная Коза)     | 1-я луна        | 2-я луна*  | 3-я луна  | 4-я луна* | 5-я луна*              | 6-я луна  | 7-я луна* | 8-я луна               | 9-я луна*   | 10-я луна  | 11-я луна  | 12-я луна  |                |
| Юлианский календарь                | 7 февраля 1247  | 9 марта    | 7 апреля  | 7 мая     | 5 июня                 | 4 июля    | 3 августа | 1 сентября             | 1 октября   | 30 октября | 29 ноября  | 29 декабря |                |

* звёздочкой отмечены короткие месяцы (луны) продолжительностью 29 дней. Остальные месяцы длятся 30 дней.